# NCT Dream
NCT DREAM (En Hangul: 엔시티 드림 | Enssiti Druemin) es la tercera subunidad del grupo de chicos surcoreano NCT, formado por SM Entertainment en 2016 como la entonces unidad adolescente de NCT, que luego se alejó de su imagen juvenil y fue reestructurada en 2020 cuando todos los miembros finalmente se convirtieron en adultos legales en Corea. El grupo debutó el 25 de agosto de 2016 con el sencillo Chewing Gum, con una alineación formada por siete miembros: Mark, Renjun, Jeno, Haechan, Jaemin, Chenle y Jisung, con una edad promedio entre todos de 14,6 años. 
NCT Dream ha sido reconocido internacionalmente como uno de los artistas adolescentes más notables de su tiempo, conocido por la música que refleja el crecimiento de la juventud. La narrativa de sus canciones principales ha transmitido pensamientos sobre diferentes etapas del desarrollo adolescente, con la transición de la inocencia a la rebelión y el crecimiento. Hasta ahora, NCT Dream ha lanzado cuatro EPs, seis sencillos, tres álbumes de estudio y encabezó una gira mundial. El éxito comercial del EP de 2019 We Boom convirtió a NCT Dream en uno de los 10 mejores vendedores físicos de Corea del Sur en 2019 y les valió los premios Bonsang en los 34th Golden Disc Awards y los Seoul Music Awards 2020.
Si bien NCT Dream fue formado inicialmente para seguir un sistema de admisión-graduación basado en la edad, en la cual los miembros se separarían de la unidad al alcanzar la edad coreana de 20 (19 internacionalmente), en 2020 SM Entertainment anunció que el sistema de admisión-graduación fue eliminado, con el previamente graduado miembro y líder Mark retornando al grupo, y que NCT Dream continuará sus futuras actividades como un grupo de estilos flexibles con todos los siete miembros originales. El anuncio fue sucedido por más de medio millón de compras anticipadas de su cuarto EP coreano, titulado Reload, el cual fue lanzado en abril de 2020 para marcar el cambio en su concepto.
NCT Dream es el primer y único artista asiático en aparecer tres veces consecutivas en la lista de Billboard 21 Under 21,en 2018, 2019 y 2020, en el puesto 20, 13 y 19 respectivamente, elegidos por su impacto en la industria en ventas, streaming y redes sociales. En 2018, NCT Dream fue incluido en la lista de Time 25 Most Influential Teens del año, destacando su conexión de adolescentes a adolescentes.

## Historia

### Predebut: SM Rookies
Antes del debut, Mark, Jeno, Haechan, Jaemin y Jisung formaron parte de SM Rookies, el equipo de entrenamiento predebut creado por SM Entertainment. Chenle previamente había tenido una carrera solista como cantante infantil, habiendo lanzado tres álbumes y dirigido un concierto en solitario en China, antes de establecerse en Corea del Sur con 14 años para debutar en NCT Dream.
NCT fue anunciado por Lee Soo-man en enero de 2016 en una presentación, en la cual habló sobre un grupo que debutaría con distintos equipos alrededor del mundo. Mark y Haechan habían debutado previamente en otras subunidades de NCT. Mark debutó en la primera unidad del grupo, NCT U, el 4 de abril de 2016. El 7 de julio, Haechan hizo su debut en la segunda unidad, NCT 127, junto con Mark. Estos dos miembros, junto con los cinco nuevo miembros Renjun, Jeno, Jaemin, Chenle y Jisung, hicieron su debut bajo la unidad NCT Dream la cual fue anunciada como la tercera subunidad de NCT el 18 de agosto de 2016.

### 2016-2017: Debut y primeros años
NCT Dream lanzó su sencillo debut Chewing Gum el 24 de agosto de 2016. Su presentación debut fue realizada el 25 de agosto en M Countdown. La canción se posicionó en el número dos de la lista de ventas World Digital Songs y en el puesto 23 de la lista Spotify Viral 50 tras su lanzamiento. Las versiones en coreano y en mandarín fueron incluidas en el primer álbum sencillo de NCT Dream más tarde.
El 1 de febrero de 2017, SM Entertainment anunció que NCT Dream lanzaría su primer álbum sencillo. Se reveló que Jaemin no participaría en el lanzamiento para poder recuperarse de una herida en su hernia discal. El álbum sencillo The First fue lanzado el 9 de febrero con su sencillo principal My First and Last. El álbum debutó en el primer puesto de la Gaon Album Chart. La unidad tuvo su primera presentación del regreso en M Countdown, presentando la pista principal My First and Last y la canción B-side Dunk Shot. El 14 de febrero, NCT Dream ganó el primer puesto en el centésimo episodio de The Show, marcando la primera victoria en un programa musical para una unidad de NCT.
En el mismo mes, NCT Dream fue seleccionado como embajador oficial para la Copa Mundial de Fútbol Sub-20 de 2017 la cual se llevó a cabo en Corea del Sur en verano de 2017. El 15 de marzo, NCT Dream lanzó la canción oficial para la Copa Mundial Sub-20, titulado Trigger the Fever, y fue presentada en distintos eventos promocionales y en la ceremonia de apertura de la Copa Mundial Sub-20.
NCT Dream lanzó su primer EP, We Young, el 17 de agosto de 2017. La primera presentación del regreso fue llevada a cabo en M Countdown. We Young se posicionó en el tercer puesto de la lista Billboard World Albums en septiembre.
NCT Dream lanzó su sencillo navideño Joy como parte de SM Station el 15 de diciembre de 2017.

### 2018:NCT 2018: Reconocimiento internacional
NCT Dream promocionó junto con NCT U y NCT 127 como NCT en el primer cuarto de 2018. El 4 de marzo de 2018, NCT Dream lanzó su sencillo Go el cual fue incluido en el primer álbum de NCT NCT 2018 Empathy La canción marcó una transición en la narrativa de NCT Dream, pasando de una representación inocente a una «actitud más desafiante» de adolescentes. También marcó el primer regreso del grupo con Jaemin desde su debut.
SM Entertainment anunció a finales de agosto que NCT Dream lanzaría un EP titulado We Go Up en septiembre. El 27 de agosto, se anunció que el álbum sería el último regreso antes de que Mark se gradúe del grupo en 2019 cuando cumpla 19 años, la edad adulta en Corea del Sur. El EP fue lanzado el 3 de septiembre de 2018 junto con el sencillo principal del mismo nombre. We Go Up entró en la lista Billboard World Albums en el puesto cinco y en la Heatseekers Albums en el puesto siete, lo que marca la entonces mejor semana de ventas para NCT Dream en Estados Unidos. El álbum se colocó en el primer puesto de las listas de álbumes de iTunes en 15 países.
NCT Dream fue introducido en la lista 21 Under 21 2018: Music's Next Generation hecha por Billboard, siendo el único artista asiático del año. Todos los miembros fueron listados en la lista de Time 25 Most Influential Teens of 2018.
El 19 de diciembre se anunció que Haechan tomaría un descanso de sus actividades debido a una lesión, pero que regresaría al grupo poco tiempo después. El 27 de diciembre, NCT Dream lanzó su tercer sencillo del año titulado Candle Light para SM Station. La canción tiene un mensaje de gratitud y amor, con letras escritas por Mark. Fue programada para ser la última canción en la que se presenten los 7 miembros originales del grupo antes de que Mark se gradúe oficialmente de la unidad el 31 de diciembre.

### 2019: Colaboraciones internacionales y creciente popularidad en Corea del Sur

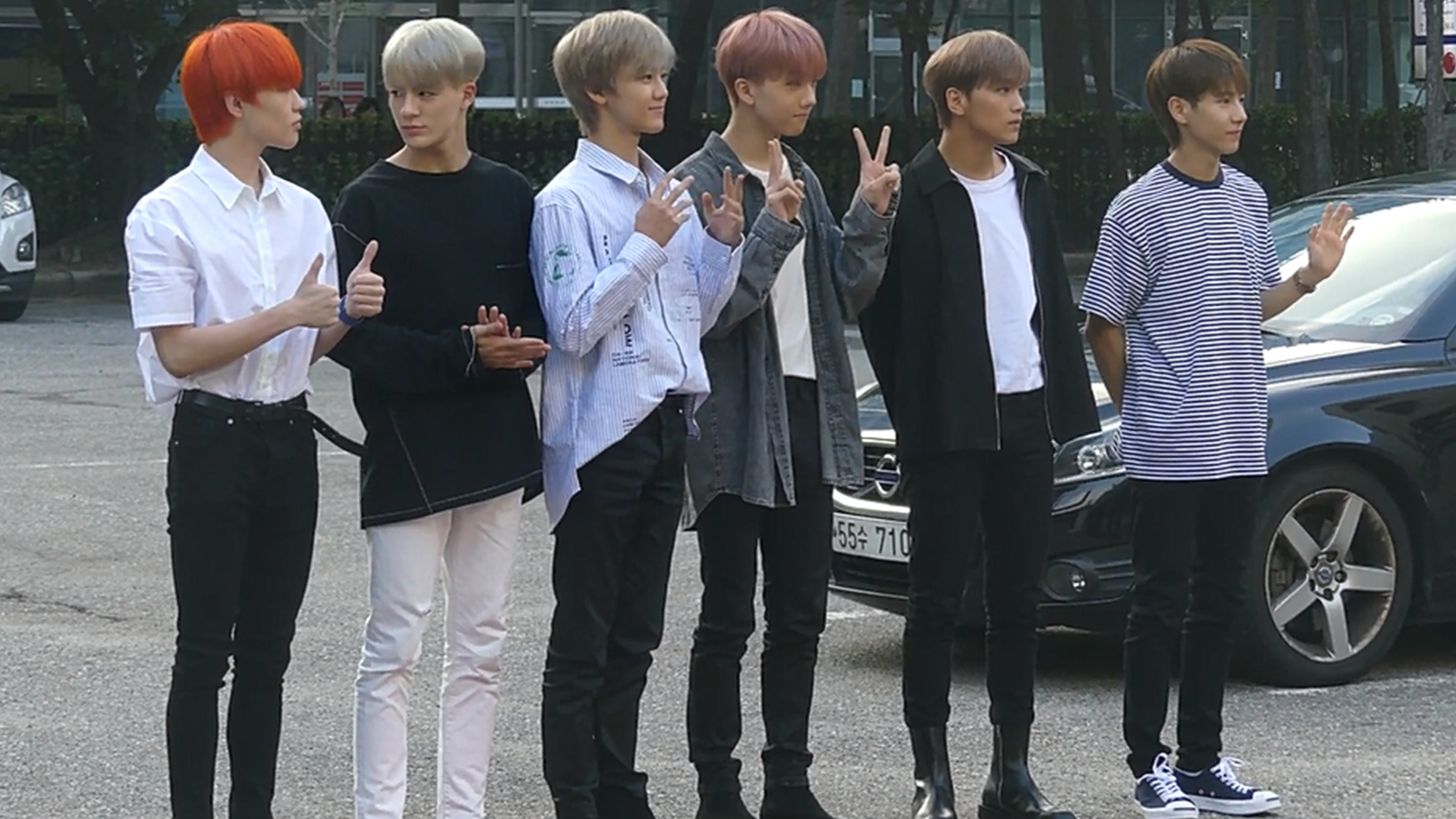
NCT Dream en Music Bank en agosto de 2019

En marzo de 2019, los miembros coreanos de NCT Dream Jeno, Jaemin y Jisung fueron a Malasia para representar a las estrellas del K-pop en el evento K-Wave & Halal Show, celebrando y encontrándose con el presidente surcoreano Moon Jae-in y la primera dama de Corea del Sur.
El 6 de junio de 2019, NCT Dream lanzó Don't Need Your Love, un sencillo en colaboración con el cantante inglés HRVY. La canción muestra un lado más maduro del grupo, resaltando voces más adultas. Haechan no participó del sencillo debido a sus actividades pertinentes con NCT 127. El sencillo fue lanzado como parte de la tercera temporada de SM Station.
En julio de 2019, NCT Dream fue nombrado como el primer embajador global de la World Scout Foundation, con el grupo lanzando el sencillo en inglés Fireflies. Las ganancias de la canción fueron usadas para financiar actividades Scout en países de bajos ingresos. El grupo también se presentó en la 24th World Scout Jamboree en Virginia Occidental, Estados Unidos, el 23 de julio.
El 26 de julio, NCT Dream lanzó su tercer EP We Boom y su pista principal Boom. El álbum vendió más de 300.000 unidades luego de un mes desde su lanzamiento. También debutó en el séptimo puesto de la lista de álbumes Billboard World, y NCT Dream se posicionó en el tercer puesto de la Billboard Social 50 Chart. El EP les valió unos premios Bonsang en la 34.ª edición de los Golden Disc Awards y en los 2020 Seoul Music Awards.
En septiembre de 2019, NCT Dream fue incluido en la lista de Billboard 21 Under 21 por segundo año consecutivo, siendo el primer artista asiático en aparecer en la lista por dos años seguidos, esta vez apareciendo en el decimotercer puesto.
En noviembre de 2019, el grupo colaboró con la banda de chicos estadounidense-canadiense PrettyMuch para la canción Up To You, con letras aclamadas por promover el consentimiento.
El grupo realizó su primera gira de conciertos internacional, The Dream Show, comenzando con tres fechas en Seúl y dos fechas en Bangkok desde noviembre a diciembre de 2019.

### 2020: Lanzamientos en japonés y reorganización
El 22 de enero, NCT Dream lanzó un álbum compilatorio exclusivo para Japón titulado The Dream, incluyendo todos los sencillos previamente lanzados en coreano. El álbum se posicionó al tope de la Oricon Albums Chart.
A principios de 2020, NCT Dream continuo con su gira internacional The Dream Show con presentaciones en varias locaciones en Japón así como también en países del sudeste asiático. A partir de febrero de 2020, múltiples shows fueron cancelados debido a la pandemia de COVID-19.
Debido a que la temática de graduaciones fue finalmente cada vez más preocupante desde el año anterior, el 14 de abril SM Entertainment anunció que NCT Dream lanzaría su cuarto EP en coreano, Reload, con los seis miembros actuales Renjun, Jeno, Haechan, Jaemin, Chenle y Jisung para marcar un nuevo cambio en su concepto. Luego del periodo de promociones del álbum, el sistema de graduación fue abolido y NCT Dream continuó con todos los siete miembros, incluyendo a Mark quien previamente se graduó a finales de 2018. NCT Dream funcionará como un grupo fijo con diversos conceptos en cada promoción, similar a NCT U, y los siete miembros originales continuarán sus actividades bajo el nombre NCT Dream así como también tendrán la posibilidad de tomar parte en otras actividades incluyendo otras unidades de NCT en el futuro.
Para el 28 de abril, un día antes de su lanzamiento y luego de dos semanas de su anuncio, Reload juntó más de 500 000 unidades prevendidas, estableciéndose como el lanzamiento de NCT Dream con la cantidad más alta de precompras a la fecha. El 29 de abril, NCT Dream lanzó Reload con su sencillo principal Ridin, una pista urban trap con letras destacando las aspiraciones de NCT Dream en su futuro camino. El video musical de Ridin fue lanzado el mismo día. Tras su lanzamiento, el álbum se posicionó al tope de la iTunes Album Chart en 49 países incluyendo los Estados Unidos así como también en la QQ Digital Album Sales Chart, del sitio de música más grande de China. En Corea del Sur, la pista principal llegó al número uno del sitio de música más grande de Corea MelOn, siendo la primera canción de una unidad de NCT en llegar a ese puesto en la lista. Todas las canciones del EP se posicionaron en el top 10 de la lista digital de MelOn.
Luego del lanzamiento de su cuarto EP coreano, NCT Dream fue el tercer grupo de SM Entertainment en realizar un concierto en vivo en línea, titulado NCT Dream - Beyond the Dream Show, como parte de la primera serie de conciertos en vivo en línea del mundo Beyond LIVE. El concierto en vivo se llevó a cabo el 10 de mayo.
NCT Dream se unió con el resto de NCT bajo el nombre NCT 2020, promocionando el segundo álbum del grupo unido en dos partes: NCT 2020 Resonance Pt. 1 y NCT 2020 Resonance Pt. 2, los cuales fueron lanzados en octubre y noviembre respectivamente. Para finales de 2020, ambas partes de Resonance vendieron más de 2,6 millones de copias, un nuevo récord para NCT. Incluido en el álbum se encuentra Déjà Vu, interpretado por los siete miembros de NCT Dream, marcando el regreso de Mark al grupo tras la transformación de Dream a una unidad permanente. Metro describió a Déjà Vu como una pista que presenta el sonido joven de NCT Dream mezclado con toques, y lo colocó en el top 20 lanzamientos de K-pop de 2020.

### 2021–2022: Éxito global y debut en Japón

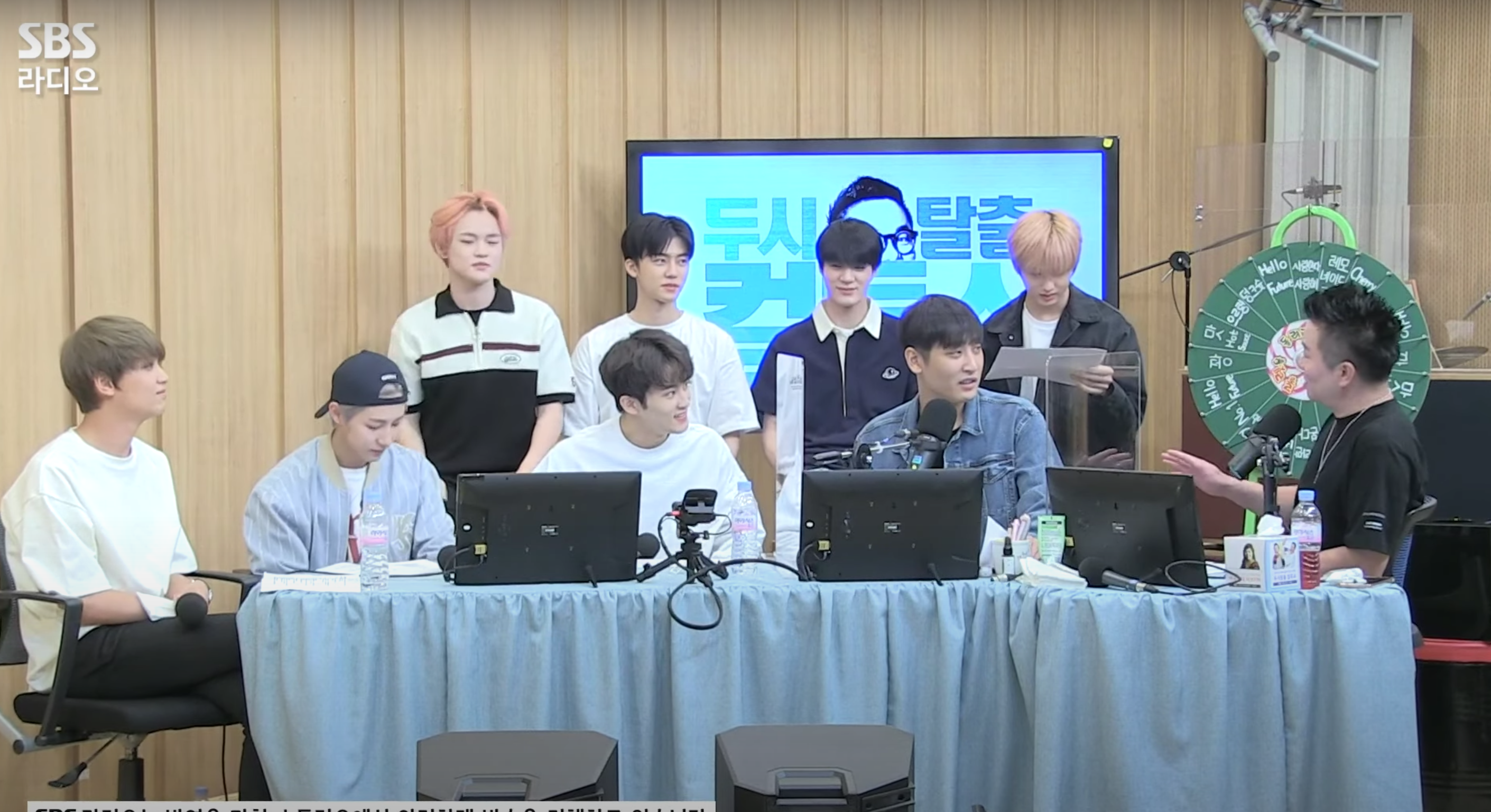
NCT Dream asistió a la radio SBS Power FM Cultwo Show para las promociones de Hello Future en junio de 2021

El 10 de mayo, el grupo lanzó su primer álbum de estudio Hot Sauce con los siete miembros originales de la unidad. El álbum consta de diez pistas, incluida la pista principal del mismo nombre. Los pedidos anticipados del álbum superaron las 1.716.571 copias, rompiendo el anterior récord que poseía Reload representando un aumento del 243 %. El álbum encabezó la Gaon Album Chart y Hot Sauce se convirtió en su primer sencillo en alcanzar el número uno en la Gaon Digital Chart. El 26 de mayo, obtuvieron el título de «vendedores de dos millones», tras que el álbum vendiese más de 2 000 000 de copias.
El 28 de junio, el grupo lanzó la reedición de su primer álbum de estudio Hello Future, el cual contiene tres pistas nuevas, incluyendo el sencillo principal homónimo.

### 2023-presente:ISTJyDream()Scape
El 17de julio de 2023, NCT Dream lanzó su tercer álbum de estudio ISTJ, que contiene diez canciones incluyendo el sencillo homónimo y «Broken Melodies».

## Miembros
- Mark (마크)
- Renjun (런쥔)
- Jeno (제노)
- Haechan (해찬)
- Jaemin (재민)
- Chenle (천러)
- Jisung (지성)

## Discografía
Álbumes de estudio
- Hot Sauce (2021)
- Giltch Mode (2022)
- ISTJ (2023)

## Shows y conciertos

### Encabezados
- NCT Dream Show (2018)[73]
- The Dream Show (2019-2020)[74]
- The Dream Show 2: In a Dream (2022-2023)
- The Dream Show 3: Dream( )scape (2024)
- The Dream Show 4: Dream the Future (2025-2026)

### Giras en conjunto
- SM Town Live World Tour VI (2017–2018)